# Esiliiga 2004
Die Esiliiga 2004 war die 14. Spielzeit der zweithöchsten estnischen Fußball-Spielklasse der Herren. Sie begann am 28. März und endete am 30. Oktober 2004.

## Modus
Die acht Mannschaften spielten an 28 Spieltagen jeweils viermal gegeneinander. Der Meister stieg direkt in die Meistriliiga auf, während der Zweitplatzierte über die Relegation gegen den Achten der Meistriliiga aufsteigen konnte. Einen direkten Absteiger gab es in dieser Saison nicht, da die Liga in der folgenden Spielzeit um zwei Vereine aufgestockt wurde. Der Tabellenletzte spielte in der Relegation um den Klassenerhalt.
Reservemannschaften waren nicht aufstiegsberechtigt.

## Vereine
FC Kuressaare war aus der Meistriliiga abgestiegen. Aus der II Liiga kamen Dünamo Tallinn, FC Levadia Tallinn II, JK Vaprus Pärnu und FC TVMK Tallinn II hinzu. Der Siebtplatzierte der vergangenen Saison JK Tammeka Tartu konnte die Liga halten, da JK Merkuur Tartu die Lizenz vom FC Levadia Tallinn und somit den Platz in der Meistriliiga übernahm.
| Verein                | Stadt      | Stadion                  | Kapazität |
| --------------------- | ---------- | ------------------------ | --------- |
| FC Levadia Tallinn II | Tallinn    | Maarjamäe staadion       | 1.500     |
| FC TVMK Tallinn II    | Tallinn    | Kadrioru staadion        | 5.000     |
| FC Ajax Estel Tallinn | Tallinn    | FC Ajaxi Staadion        | 1.500     |
| Tallinna JK           | Tallinn    | Wismari staadion         | 0500      |
| JK Tammeka Tartu      | Tartu      | Tamme Staadion           | 1.600     |
| FC Kuressaare         | Kuressaare | Kuressaare linnastaadion | 2.000     |
| JK Pärnu Tervis       | Pärnu      | Kehtna staadion          | 1.500     |

## Abschlusstabelle
| Pl. | Verein                    | Sp. | S  | U | N  | Tore    | Diff. | Punkte |
| --- | ------------------------- | --- | -- | - | -- | ------- | ----- | ------ |
| 1.  | JK Tammeka Tartu          | 28  | 17 | 7 | 4  | 074:340 | +40   | 58     |
| 2.  | FC Levadia Tallinn II (N) | 28  | 17 | 6 | 5  | 075:370 | +38   | 57     |
| 3.  | JK Pärnu Tervis 1         | 28  | 18 | 2 | 8  | 070:500 | +20   | 56     |
| 4.  | Dünamo Tallinn (N)        | 28  | 12 | 2 | 14 | 049:670 | −18   | 38     |
| 5.  | FC Kuressaare (A) 2       | 28  | 11 | 2 | 15 | 056:700 | −14   | 35     |
| 6.  | FC Ajax Estel Tallinn     | 28  | 10 | 2 | 16 | 066:660 | ±0    | 32     |
| 7.  | FC TVMK Tallinn II (N)    | 28  | 8  | 3 | 17 | 046:540 | −8    | 27     |
| 8.  | Tallinna JK               | 28  | 5  | 4 | 19 | 029:870 | −58   | 19     |

Platzierungskriterien: 1. Punkte – 2. Direkter Vergleich (Punkte, Tordifferenz, geschossene Tore) – 3. Tordifferenz – 4. geschossene Tore

| (A) | Absteiger aus der Meistriliiga 2003 |
| (N) | Neuaufsteiger aus der II Liiga      |

## Relegation
Aufstieg
Die Spiele fanden am 13. und 20. November 2004 statt.
|                | Gesamt |                     | Hinspiel | Rückspiel |
| -------------- | ------ | ------------------- | -------- | --------- |
| Dünamo Tallinn | 5:2    | FC Lootus Alutaguse | 1:2      | 4:0       |

- Dünamo Tallinn stieg in die Meistriliiga auf.

Abstieg
Die Spiele fanden am 7. und 13. November 2004 statt.
|          | Gesamt |             | Hinspiel | Rückspiel |
| -------- | ------ | ----------- | -------- | --------- |
| FC Puuma | 1:4    | Tallinna JK | 0:1      | 1:3       |

Beide Vereine blieben in ihren jeweiligen Ligen.